# Formica amyoti
Formica amyoti är en myrart som beskrevs av Le Guillou 1842. Formica amyoti ingår i släktet Formica och familjen myror. Inga underarter finns listade i Catalogue of Life.